# Sikhong Sekmai
Sikhong Sekmai là một thị xã và là một nagar panchayat của quận Thoubal thuộc bang Manipur, Ấn Độ.

## Nhân khẩu
Theo điều tra dân số năm 2001 của Ấn Độ, Sikhong Sekmai có dân số 6117 người. Phái nam chiếm 49% tổng số dân và phái nữ chiếm 51%. Sikhong Sekmai có tỷ lệ 54% biết đọc biết viết, thấp hơn tỷ lệ trung bình toàn quốc là 59,5%: tỷ lệ cho phái nam là 67%, và tỷ lệ cho phái nữ là 40%. Tại Sikhong Sekmai, 16% dân số nhỏ hơn 6 tuổi.